# Else Vogel-Jørgensen
Else Vogel-Jørgensen, född 20 maj 1892 i Snertinge, Danmark, död 1988, var en dansk målare. 
Hon var dotter till justitierådet William Charles Schrøder och Anna Elonora Harpøt och gift första gången 1915 med konstnären Ivar Rosenberg och andra gången 1927–1962 med civilingenjören Michael Vogel. Efter utbildning för Holger Grønvold vid Teknisk Skole studerade hon för Peter Rostrup Bøyesen, Valdemar Irminger och Sigurd Wandel vid Det Kongelige Danske Kunstakademi 1911–1916. Hon företog ett flertal studie- och målarresor i Europa och tillbringade ett flertal sommarmånader under 1930-talet i Arild för att måla. Tillsammans med Anne Marie Telmányi ställde hon ut i Köpenhamn 1938 och tillsammans med Anne Margrethe Grosell 1944 samt tillsammans med Erwin Andersson och Gösta Gierow i Eslöv 1963 och tillsammans med Helga Ejstrup, Kai Ejstrup och Elisabeth Karlinsky ställde hon ut på Møns Folkebibliotek 1963. Separat ställde hon ett flertal gånger i Köpenhamn bland annat på Henning Larsens Kunsthandel 1962 och hon medverkade i Kunstnernes Efteraarsudstilling och Charlottenborgsutställningarna i Köpenhamn. Hennes konst består av stilleben, porträtt, figurer, interiörer och landskapsskildringar utförda i olja, akvarell eller pastell.